# UFC 203
UFC 203: Miocic vs. Overeem fue un evento de artes marciales mixtas organizado por Ultimate Fighting Championship que se llevó a cabo el 10 de septiembre de 2016 en el Quicken Loans Arena, en Cleveland, Ohio.

## Historia
Fue el primer evento de UFC en la ciudad de Cleveland.
El combate estelar de la noche consistió en una pelea por el título de peso pesado, en la cual se enfrentaron el campeón Stipe Miocic y Alistair Overeem, campeón del K-1 World Grand Prix 2010 y excampeón de peso pesado de Strikeforce.
La pelea coestelar contó con el combate entre el excampeón de peso pesado Fabricio Werdum y el marido de Ronda Rousey, Travis Browne.
CM Punk, excampeón de la WWE, se enfrentó a Mickey Gall en lo que fue su debut en las artes marciales mixtas.